# 現代漢語通用字表
《現代漢語通用字表》是中國大陸於1988年3月25日由國家語言文字工作委員會與中華人民共和國新聞出版總署發布的字表，內收通用字共7000個（含《現代漢語常用字表》中的3500字）。這個表亦代替了1965年出版的《印刷通用漢字字形表》（收6196字），規範了中國大陸的印刷字形標準，另外亦恢復了在《第一批異體字整理表》中被淘汰了的15個異體字（翦、邱、於、澹、骼、彷、菰、溷、徼、薰、黏、桉、愣、晖、凋）為規範字。
《現代漢語通用字表》隨着2013年6月《通用規範漢字表》的發佈而停止使用。

## 另見
- 現代漢語常用字表
- 漢字規範列表

## 外部連結
- 教育部语言文字应用研究所 《现代汉语通用字表》(1988年3月25日)